# Эрке-Кашка
Эрке-Кашка (кирг. Эрке-Кашка) — село в Араванском районе Ошской области Кыргызстана. Входит в состав С. Юсуповского айылного аймака.

## География
Село расположено в западной части области, на расстоянии приблизительно 3 километров (по прямой) к северо-западу от села Араван, административного центра района. Абсолютная высота — 666 метров над уровнем моря.

## Население
Согласно оценочным данным Национального статистического комитета Кыргызской Республики, численность населения села на начало 2023 года составляла 404 человека.
| год     | 2009 | 2014 | 2015 | 2020 | 2021 | 2023 |
| ------- | ---- | ---- | ---- | ---- | ---- | ---- |
| человек | 221  | 218  | 256  | 308  | 328  | 404  |